# Jelena Gadschijewna Issinbajewa

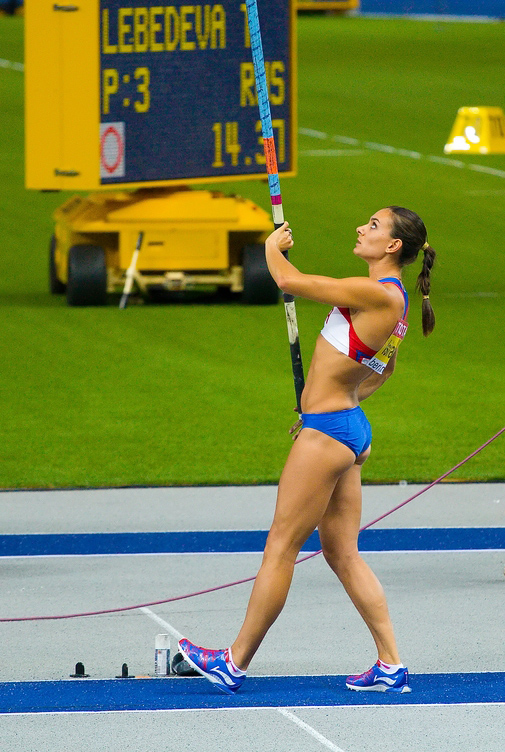
Issinbajewa bei den Weltmeisterschaften 2009 in Berlin

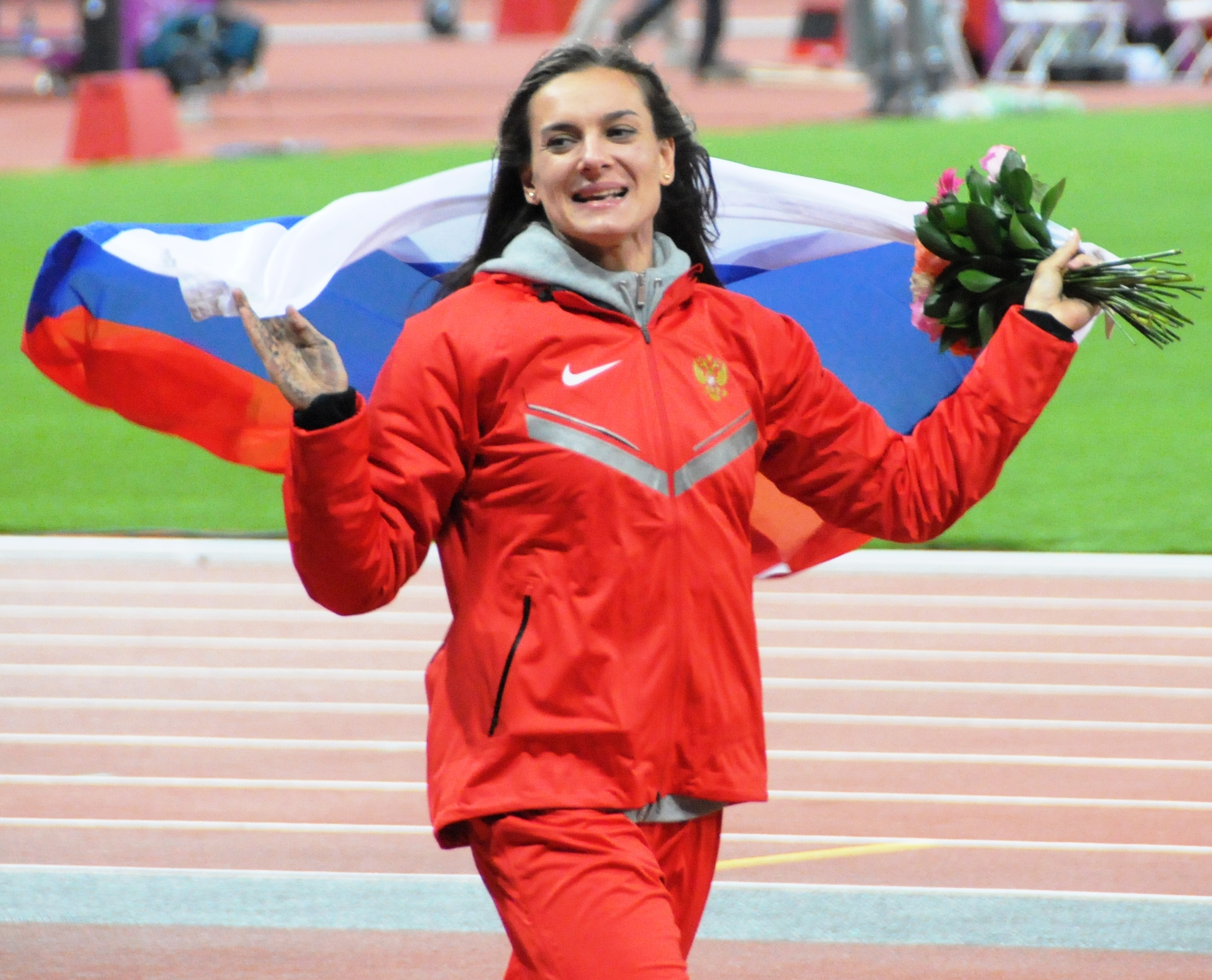
Issinbajewa nach dem Gewinn der Bronzemedaille bei den Olympischen Spielen 2012 in London

Jelena Gadschijewna Issinbajewa (russisch Елена Гаджиевна Исинбаева; * 3. Juni 1982 in Wolgograd) ist eine ehemalige russische Stabhochspringerin. Sie wurde 2004 und 2008 Olympiasiegerin, 2006 Europameisterin sowie 2005, 2007 und 2013 Weltmeisterin. Issinbajewa verbesserte im Freien und in der Halle 30-mal den Weltrekord und übersprang als erste Frau eine Höhe von fünf Metern (22. Juli 2005). Sie gilt als die erfolgreichste Stabhochspringerin aller Zeiten. 2019 wurde sie zum Major der Streitkräfte der Russischen Föderation befördert, wo sie seit 2003 dient.

## Karriere
Jelena Issinbajewas erster großer internationaler Wettkampf waren die Juniorenweltmeisterschaften 1998 in Annecy. Dort sprang sie 3,90 m und beendete den Wettkampf auf dem neunten Platz. Bei den Jugendweltmeisterschaften 1999 in Bydgoszcz gewann sie die Goldmedaille und verbesserte sich auf 4,10 m. Bei den Juniorenweltmeisterschaften 2000 in Santiago wurde sie Juniorenweltmeisterin und steigerte sich auf 4,20 m. Im gleichen Jahr wurde der Stabhochsprung der Frauen olympische Disziplin. Bei den Junioreneuropameisterschaften 2001 in Grosseto gewann sie mit einer Höhe von 4,40 m abermals die Goldmedaille. Im gleichen Jahr stellte sie beim Internationalen Stadionfest Berlin (ISTAF) mit 4,46 m einen neuen Juniorenweltrekord auf, der erst 2005 von der Deutschen Silke Spiegelburg um zwei Zentimeter verbessert wurde.
Bei den Europameisterschaften 2002 in München wurde sie mit 4,55 m Zweite hinter ihrer Landsfrau Swetlana Feofanowa. 2003 steigerte sie sich erneut: Bei den U23-Halleneuropameisterschaften 2003 in Bydgoszcz gewann sie mit 4,65 m die Goldmedaille. Am 13. Juli 2003 sprang sie bei einem Leichtathletik-Meeting in Gateshead mit 4,82 m einen neuen Weltrekord. Aufgrund dieser Leistung war Issinbajewa die Topfavoritin für die Weltmeisterschaften 2003 in Paris/Saint-Denis, doch sie wurde nur Dritte, hinter Feofanowa und der Deutschen Annika Becker.
2004 stellte Issinbajewa in Donezk mit 4,83 m einen neuen Hallenweltrekord auf, doch Feofanowa schnappte ihr diesen Rekord nur eine Woche später wieder weg und sprang dabei einen Zentimeter höher. Bei den Hallenweltmeisterschaften 2004 in Budapest eroberte sich Issinbajewa den Weltrekord zurück und sprang 4,86 m. Sie gewann den Titel vor der US-Amerikanerin Stacy Dragila, Feofanowa wurde Dritte. Am 27. Juni 2004 kehrte Issinbajewa nach Gateshead zurück und verbesserte ihren eigenen Weltrekord im Freien auf 4,87 m. Feofanowa steigerte sich daraufhin nochmals und sprang eine Woche später in Iraklio nochmals einen Zentimeter höher. Feofanowas Rekord hielt nicht einmal drei Wochen, denn am 25. Juli eroberte sich Issinbajewa in Birmingham den Weltrekord zurück und sprang 4,89 m. Fünf Tage später erhöhte sie in London den Weltrekord auf 4,90 m.
Bei den Olympischen Spielen 2004 in Athen war der Stabhochsprungwettbewerb der Frauen ein mit Spannung erwarteter Wettkampf. Das Duell Issinbajewa – Feofanowa ging in die entscheidende Runde. Am Ende eines spannenden Wettkampfs, bei dem Issinbajewa beinahe vorzeitig ausgeschieden wäre, scheiterte Feofanowa an der Höhe von 4,90 m. Issinbajewa stand damit als Siegerin fest. Doch sie hatte noch nicht genug und sprang mit 4,91 m einen neuen Weltrekord. Nach dem Sieg meinte Issinbajewa, dass die magische Grenze von fünf Metern wohl bald erreicht sein würde; sie habe diese Höhe im Training bereits mehrmals übersprungen. Nur zehn Tage später, am 3. September beim Golden-League-Meeting in Brüssel, erhöhte sie den Weltrekord auf 4,92 m.
Auch 2005 setzte Issinbajewa ihre Rekordjagd fort. Am 5. Juli steigerte sie in Lausanne ihren eigenen Weltrekord um einen Zentimeter auf 4,93 m. Am 16. Juli verbesserte sie diesen beim Super-Grand-Prix-Meeting der IAAF in Madrid auf 4,95 m. Am 22. Juli übersprang sie in London als erste Frau eine Höhe von fünf Metern (Sprunghöhen und Zahl der Versuche: 4,70 m/1; 4,80 m/1; 4,96 m/2, Weltrekord; 5,00 m/1 Weltrekord).
Am 12. August stellte sie erneut einen Weltrekord auf: Bei den Weltmeisterschaften 2005 in Helsinki übersprang sie im Finale die 5,01 m im zweiten Versuch und wurde erstmals in ihrer Karriere Weltmeisterin, vor Monika Pyrek (POL, 4,60 m) und Pavla Hamáčková (CZE, 4,50 m).
Bei den Hallenweltmeisterschaften 2006 in Moskau gewann sie die Goldmedaille, allerdings mit vergleichsweise „niedrigen“ 4,80 m. Ebenfalls Gold mit 4,80 m gewann sie bei den Europameisterschaften 2006 in Göteborg. Bei einem Hallenmeeting in Donezk stellte sie mit 4,91 m einen neuen Hallenweltrekord auf. Am 10. Februar 2007 stellte sie beim Hallenmeeting ebenfalls wieder in Donezk mit 4,93 m einen neuen Hallenweltrekord auf und verbesserte ihre eigene Rekordmarke aus dem Vorjahr. Im April erhielt sie den Laureus World Sports Award als Weltsportlerin des Jahres. Bei den Weltmeisterschaften 2007 in Osaka wurde sie am 28. August 2007 zum zweiten Mal nach Helsinki 2005 Weltmeisterin im Stabhochsprung. Einen neuen Weltrekord (5,02 m) verfehlte sie in drei Versuchen. Am 16. September scheiterte sie beim Meeting in Berlin in drei Versuchen an der Höhe von 5,02 m. Darauffolgend im September gewann sie bei den Leichtathletik-Meetings den Jackpot über 500.000 US-Dollar.
Am 16. Februar 2008 konnte Issinbajewa beim Hallenmeeting in Donezk einen erneuten Hallenweltrekord von 4,95 m aufstellen. Am 8. März 2008 wurde sie bei den Hallenweltmeisterschaften 2008 in Valencia – mit der bezwungenen Siegeshöhe von 4,75 m – zum vierten Mal Hallenweltmeisterin. Bei der Golden Gala in Rom gelang ihr nach fast drei Jahren wieder ein Freiluftweltrekord, als sie am 11. Juli 5,03 m übersprang. Am 29. Juli stellte sie beim Meeting in Monaco mit 5,04 m einen weiteren neuen Weltrekord auf.
Bei den Olympischen Spielen 2008 in Peking war sie bereits nach zwei geglückten Versuchen über 4,70 m und 4,85 m Olympiasiegerin, danach verbesserte sie zuerst den olympischen Rekord auf 4,95 m und dann den Weltrekord auf 5,05 m, wobei sie die beiden Rekordhöhen erst im jeweils dritten Versuch überquerte. Somit erreichte sie – nach 2004 in Athen – auch bei ihrem zweiten Olympiasieg einen neuen Weltrekord. Am 24. November wurde sie – zusammen mit dem Leichtathleten des Jahres Usain Bolt – zum dritten Mal zur Leichtathletin des Jahres gekürt.
Am 15. Februar 2009 verbesserte Issinbajewa beim Hallenmeeting in Donezk gleich zweimal den Hallenweltrekord. Sie übersprang 4,97 m, ehe sie sich auf 5,00 m verbesserte. Am 27. Mai erhielt sie zum zweiten Mal nach 2007 den Laureus World Sports Award als Weltsportlerin des Jahres. Am 17. August schied sie bei den Weltmeisterschaften 2009 in Berlin ohne eine gültige Höhe im Finale aus.
Am 28. August stellte sie beim IAAF-Golden-League-Meeting Weltklasse Zürich einen neuen Weltrekord auf und übersprang 5,06 m. Am 2. September 2009 erhielt sie den Prinz-von-Asturien-Preis in der Kategorie Sport. Am 4. September 2009 gewann sie beim Meeting Memorial Van Damme in Brüssel auch das letzte aller sechs Meetings der IAAF Golden League und damit den Jackpot in Höhe von 333.333,33 US-Dollar.
Bei den Hallenweltmeisterschaften 2010 in Doha bezwang Issinbajewa ihre Anfangshöhe von 4,60 m, scheiterte jedoch an 4,75 m und erreichte somit nur den vierten Platz. Nach dieser abermaligen Erfolglosigkeit entschied sie sich für eine einjährige Auszeit. Im Februar 2011 gab sie ihr Comeback beim Hallenmeeting in Moskau, wo sie 4,81 m übersprang und gewann. Im März 2011 trennte sie sich von ihrem Trainer
Witali Petrow und kehrte zu ihrem vorherigen Mentor Jewgeni Trofimow zurück, der sie seit ihrem 15. Lebensjahr bis einschließlich 2005 trainiert hatte. Während der Sommersaison 2011 nahm sie an wenigen Wettkampfveranstaltungen teil, gewann jedoch am 29. Juli das IAAF-Diamond-League-Meeting in Stockholm, mit einer Saisonbestleistung von 4,76 m. Bei den Weltmeisterschaften 2011 in Daegu erreichte sie – mit einer bezwungenen Höhe von 4,60 m – jedoch nur den sechsten Platz.
Am 23. Februar 2012 stellte Issinbajewa beim Leichtathletik-Meeting in Stockholm im zweiten Versuch den neuen Hallenweltrekord mit 5,01 m auf. Bei den Olympischen Spielen 2012 in London gewann sie – mit einer bezwungenen Höhe von 4,70 m – die Bronzemedaille. Bei den Weltmeisterschaften 2013 in Moskau wurde sie – mit einer gleich im ersten Versuch überwundenen Höhe von 4,89 m – vor heimischer Kulisse zum dritten Mal Weltmeisterin. Einen neuen Weltrekord (5,07 m) verfehlte sie in drei Versuchen.
2014 wurde sie Mutter, und auf die Saison 2015 verzichtete sie. Sie plante ihr Comeback zu den Olympischen Spielen 2016 in Rio de Janeiro, durfte aber infolge der Sperre der russischen Leichtathleten nicht an den Spielen teilnehmen.
Issinbajewa hatte bei einer Körpergröße von 1,74 m ein Wettkampfgewicht von 65 kg.

## Persönliches und Politik
Ihr Vater, Gadschi Gadschijewitsch Issinbajew, ist Klempner und gehört der kleinen – etwa 200.000 Personen starken – Volksgruppe der Tabassaranen an, die mehrheitlich in Dagestan lebt. Ihre Mutter, Natalia Petrowna Issinbajewa, ist eine russische Verkäuferin und verrichtete nebenbei Arbeiten in einem Kesselraum. Issinbajewa hat eine Schwester. Nach eigenen Angaben wuchs Issinbajewa in bescheidenen Verhältnissen auf. So mussten ihre Eltern viele finanzielle Opfer für sie und ihre Schwester bringen. Bevor sie mit dem Stabhochsprung begann, hatte sie eine Karriere als Kunstturnerin angestrebt.
Issinbajewa lebte eine Zeit lang im monegassischen Stadtbezirk Monte Carlo. Im März 2011 kehrte sie in ihre Heimatstadt Wolgograd zurück, um – nach eigenen Angaben – mehr Zeit mit ihrer Familie und Freunden zu verbringen.
Issinbajewa hat eine gemeinsame Tochter mit dem russischen Speerwerfer Nikita Petinow, die am 28. Juni 2014 geboren wurde.
Nach Äußerungen am 15. August 2013 zum russischen Gesetz zum Verbot der „Propaganda von nicht-traditionellen sexuellen Beziehungen gegenüber Minderjährigen“ wurde Issinbajewa Homophobie vorgeworfen; dagegen gab sie an, sie sei gegen jegliche Diskriminierung homosexueller Personen; sie sei missverstanden worden.
Sie gilt als Unterstützerin von Wladimir Putin.
Ende Mai 2016 warf Issinbajewa beim russischen Sender RT unter anderem Deutschland „systematisches Doping“ vor. Der Deutsche Olympische Sportbund (DOSB) wies diese Behauptung zurück.
Seit 2016 ist sie Mitglied im Internationalen Olympischen Komitee.
Im August 2016 reiste sie mit sechs anderen russischen Sportlern zum Luftwaffenstützpunkt Russlands (Militärflugplatz Hmeimim) in Syrien, wo seit 2011 Bürgerkrieg ist. 
Im Dezember 2016 wurde sie zur Präsidentin der russischen Anti-Doping-Agentur Rusada berufen. Dies wurde vom IOC mit Irritierung aufgenommen. Sie hatte diese Position bis Mai 2017.
Am 15. März 2022 berichtete der Deutschlandfunk und am 23. Februar 2023 erneut.
Mitte Juli 2023 meldete eine spanische Onlinezeitung, Issinbajewa habe ihren Wohnsitz in Teneriffa.
Issinbajewa schrieb darauf in den sozialen Medien, sie sei eine „Weltbürgerin“ und hätte mit der russischen Politik nichts zu tun.
Recherchen der von Alexei Nawalny gegründeten Stiftung für Korruptionsbekämpfung zeigten wenig später die Verwicklung Issinbajewas in das System Putin und legten den immensen Reichtum offen, den sie sich dank ihrer Dienste erwerben konnte. Wie bei vielen Putin-Unterstützern steht auch Issinbajewas luxuriöses Leben in Europa im Widerspruch zu der von ihr immer wieder geäußerten Kritik an den europäischen Werten. Issinbajewas Name steht auf der Liste der Korruptionäre und Kriegstreiber der o. g. Stiftung.

## Auszeichnungen
- „IAAF World Athlete of the Year“ 2004, 2005, 2008
- „Track & Field Athlete of the Year“ des Magazins Track & Field 2004, 2005
- Europas Sportlerin des Jahres (PAP) 2005
- Europas Sportlerin des Jahres (UEPS) 2005, 2008
- „European Athlete of the Year Trophy“ (EAA) 2005, 2008
- Weltsportlerin des Jahres (La Gazzetta dello Sport) 2005, 2008
- Weltsportlerin des Jahres (AIPS) 2005, 2006
- Orden der Ehre 2006
- Laureus World Sports Awards – Weltsportlerin des Jahres 2007, 2009
- Verdienstorden für das Vaterland 2009